# Дээд-монголы
Дээд-монголы, кукунорские хошуты, верхние или верховые монголы (монг. дээд монгол, хөх нуурын монгол) — этнические монголы, проживающие в китайской провинции Цинхай. Потомки поданных Гуши-хана, правителя Хошутского ханства.

## Этноним
Монголы Цинхая не идентифицирует себя как ойраты или хошуты, а называет себя «дээд монгол». Этноним «дээд-монгол» с монгольского языка переводится как верхние или верховые монголы.

## История

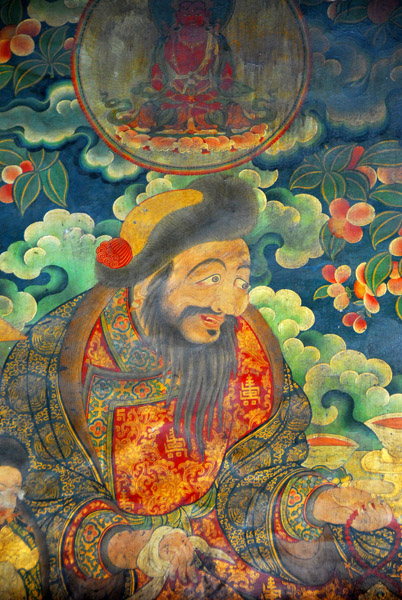
Гуши-хан, правитель Хошутского ханства

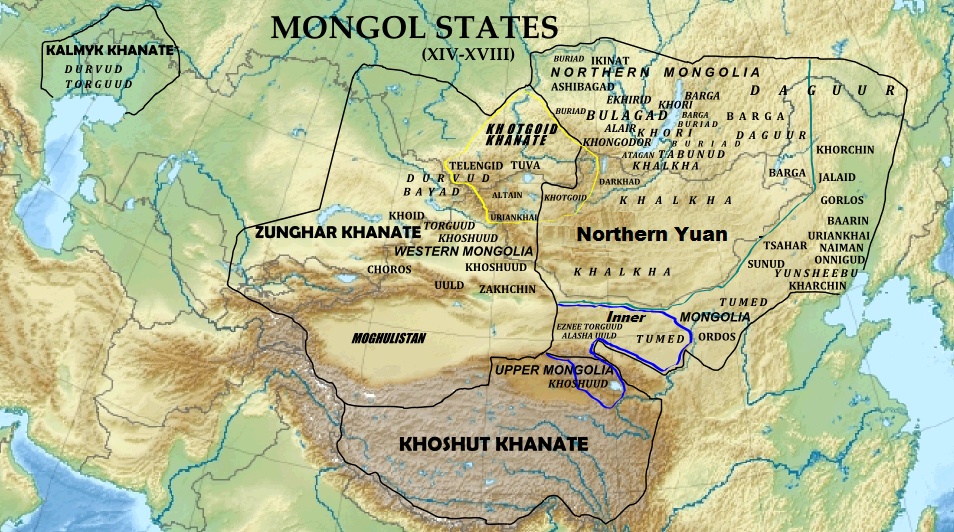
Хошутское ханство на территории Тибетского нагорья

В начале второй трети XVII века началась миграция ойратов в район озера Кукунор (Цинхай). Для миграции хошутов к Кукунору имелись различные военные, внутриполитические и религиозные причины. Миграция была вызвана также стремлением поддержать школу тибетского буддизма Гелуг в борьбе против школы Карма Кагью. Войско ойратов под предводительством хошутского Гуши-хана в 1637 году разгромило у Кукунора войска халхасского Цогто-тайджи, приверженца школы Карма Кагью.
В последующие годы Гуши-хан победил других врагов школы Гелуг и в 1642 году Далай-лама V стал главой всего Тибета. Гуши-хан, облеченный регалиями от Далай-ламы, возглавил новое ойратское Хошутское ханство в Северном Тибете. Между Гуши-ханом и Далай-ламой установились отношения чой-йон (chos-yon), что подразумевало союз между ламой-учителем и светским лидером-покровителем.
С середины XVII веке Тибет стал центром пересечения интересов трёх народов, окрепших благодаря буддизму: ойратов, монголов и маньчжуров. Интерес маньчжуров к обстановке в Тибете был вызван необходимостью идеологического обоснования легитимации власти империи Цин как преемницы Юань, а также стремлением оказывать влияние на монгольские и ойратские народы.
Хошуты стали основным этническим компонентом, вошедшим в состав верхних монголов. Кроме них в Цинхае проживают также другие монгольские роды. В XVIII веке здесь насчитывалось 29 монгольских хошунов: 21 хошутских, 4 торгутских, 2 чоросских, 1 хойтский, 1 халхасский.

В конце XIX века в этих местах побывал известный калмыцкий паломник Бааза-багши. Описывая верхних монголов, он отмечает: 
«Этих северных монголов называют «нижние монголы», а цайдамских монголов называют «верховые монголы». Верховые монголы, проживающие в этих краях, исповедуют буддизм и имеют монгольскую письменность, быт их такой же, как и наш — ойратский. Содержат пять видов скота — верблюдов, лошадей, коров, овец и коз. Все живут в калмыцких войлочных юртах. Приготовление чигяна и молочной водки, название посуды архад, утхур, бортх, бёрв, вплоть до их формы, все точно такое же, как и у калмыков, живущих на берегах Волги. В одежде есть заимствования от соседнего тангутского народа».
По сведениям Бааза-багши, в Цайдамской впадине находились следующие хошуны: Вангин хошун, Барун, Зюн, Тяяжнр, Кюрлг, Кёкёт, Харгчуд, Шангин хошун.
Монголы Цинхая не идентифицирует себя как ойраты или хошуты, а называет себя «дээд монгол», а дальше уже делятся по хошунам: тәәҗнр (тяяжнр, тяяджнер), барун, зүн (зюн), көкөт (кёкёт), шангин шевнр и т. д. Также среди родовых имён упоминаются гёрёчин (вкл. кость хар ноха), кёрлёг (кюрлг), барун хошун. В составе рода тяяджнер упоминаются кости китд, баһ гёрёчин, ик гёрёчин, хурлдг.

## Расселение и численность
Общая численность дээд-монголов в 2010 году составляла 99 815 человек. Местами компактного проживания монголов в Цинхае являются Хайси-Монголо-Тибетский автономный округ, а также Хэнань-Монгольский автономный уезд Хуаннань-Тибетского автономного округа. Монголы, проживающие в Хэнань-Монгольском автономном уезде, известны как согво-ариги.
Также монголы проживают на территории трёх национальных волостей в Хайбэй-Тибетском автономном округе провинции Цинхай:
- уезд Хайянь:

- Даюй-Монгольская национальная волость
- Халэцзин-Монгольская национальная волость

- Мэньюань-Хуэйский автономный уезд:

- Хуанчэн-Монгольская национальная волость